# Lộc Hòa, Phú Lộc
Lộc Hòa là một xã thuộc huyện Phú Lộc, thành phố Huế, Việt Nam.

## Địa lý
Xã Lộc Hòa có diện tích 32,4 km², dân số năm 1999 là 2.709 người, mật độ dân số đạt 84 người/km².

## Hành chính
Xã Lộc Hòa được chia thành 5 thôn: An Hà, Bắc Khe Dài, La Phú, Làng Đông, Nam Khe Dài.

## Lịch sử
Ngày 13 tháng 6 năm 1986, Hội đồng Bộ trưởng ban hành Quyết định số 72-HĐBT về việc thành lập xã Lộc Hòa trên cơ sở thôn La Khê của xã Lộc Điền và thôn An Hà của xã Lộc An.
Xã Lộc Hòa có tổng 2.770 ha diện tích tự nhiên và 2.229 nhân khẩu.
Ngày 30 tháng 6 năm 1989, Quốc hội ban hành Nghị quyết về việc chia tỉnh Bình Trị Thiên thành tỉnh Quảng Bình, tỉnh Quảng Trị và tỉnh Thừa Thiên Huế. Theo đó, xã Lộc Hòa thuộc huyện Phú Lộc, tỉnh Thừa Thiên Huế.
Ngày 11 tháng 12 năm 2015, HĐND tỉnh Thừa Thiên Huế ban hành Nghị quyết số 09/NQ-HĐND về việc:
- Thành lập thôn An Hà trên cơ sở Thôn 1 và Thôn 2.
- Thành lập thôn Bắc Khe Dài trên cơ sở Thôn 3 và Thôn 4.
- Thành lập thôn Nam Khe Dài trên cơ sở Thôn 5 và Thôn 6.
- Thành lập thôn La Phú trên cơ sở Thôn 7 và Thôn 8.
- Thành lập thôn Làng Đông trên cơ sở Thôn 9 và Thôn 10.

Ngày 30 tháng 11 năm 2024:
- Quốc hội ban hành Nghị quyết số 175/2024/QH15[7] về việc thành lập thành phố Huế trực thuộc trung ương trên cơ sở toàn bộ diện tích và dân số tỉnh Thừa Thiên Huế (nghị quyết có hiệu lực từ ngày 1 tháng 1 năm 2025).
- Ủy ban Thường vụ Quốc hội ban hành Nghị quyết số 1314/NQ-UBTVQH15[8] về việc sắp xếp đơn vị hành chính cấp huyện, cấp xã của thành phố Huế giai đoạn 2023 – 2025 (nghị quyết có hiệu lực từ ngày 1 tháng 1 năm 2025). Theo đó, xã Lộc Hòa thuộc huyện Phú Lộc, thành phố Huế.